# 大福 (食品)
大福是日本和菓子當中一種尺寸較大、包着紅豆餡的日本式麻糬（Mochi）。
大福的外皮和麻糬類似，用糯米製成，外面會沾上一層白粉避免粘手，裡頭包著飽滿的紅豆泥，餡料的量常跟餅皮的量一樣甚至更多，使得大福的外型圓渾有緻。據說大福就因為這樣的外型而稱為「大腹餅」，後人取其吉祥的諧音改稱「大福」。
也有包入豌豆和大豆混合內餡，大福的糯米餅皮也可以混入艾草或著些許的鹽，作成「艾草大福」或「鹽大福」等不同風味。

## 種類（一例）
- 豆大福 - 是紅豆與大豆混合製成的大福。
- 蓬大福 - 皮是綠的。
- 塩大福 - 皮與餡是鹹的大福。
- 塩豆大福

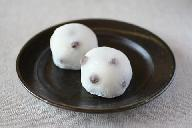
豆大福

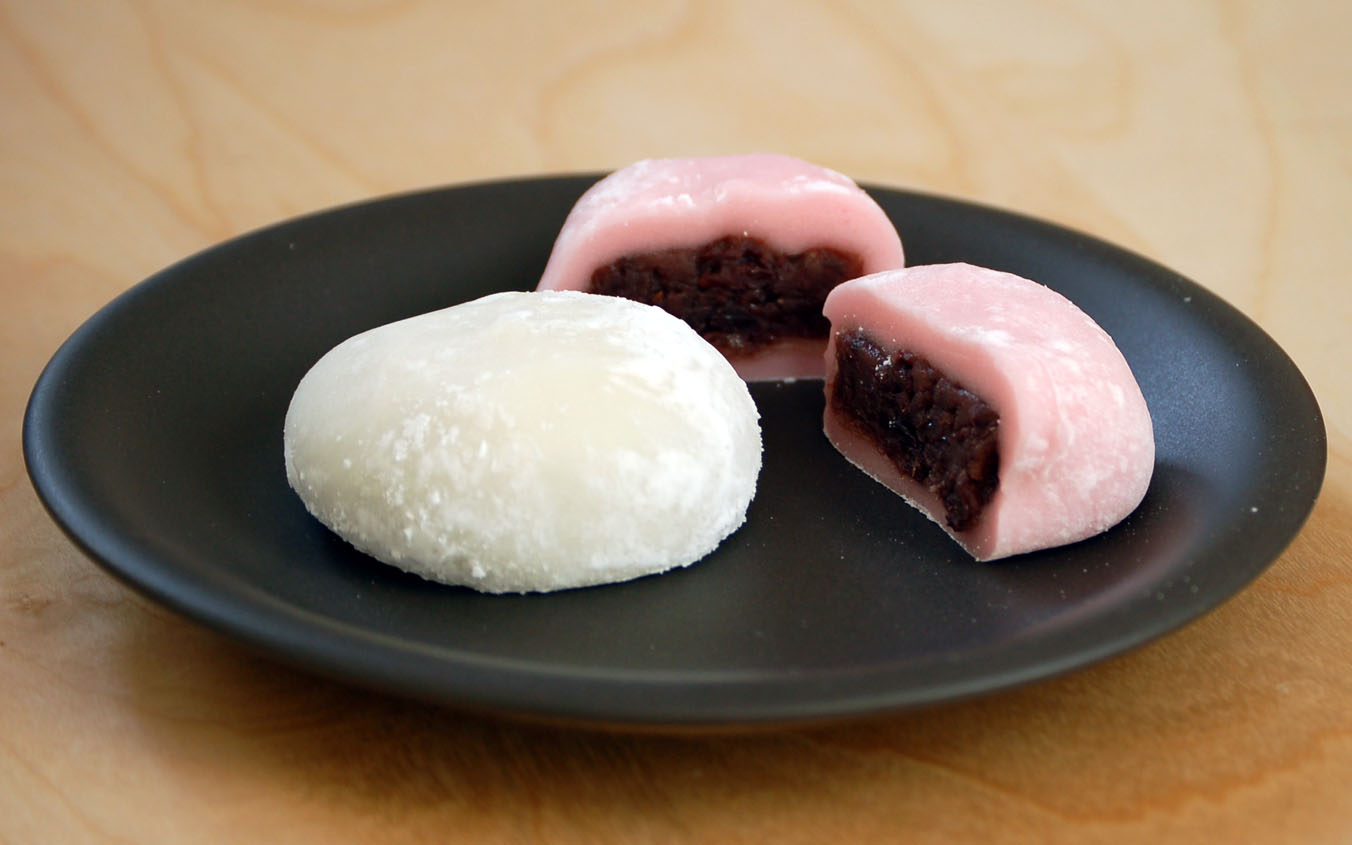
大福（紅白）

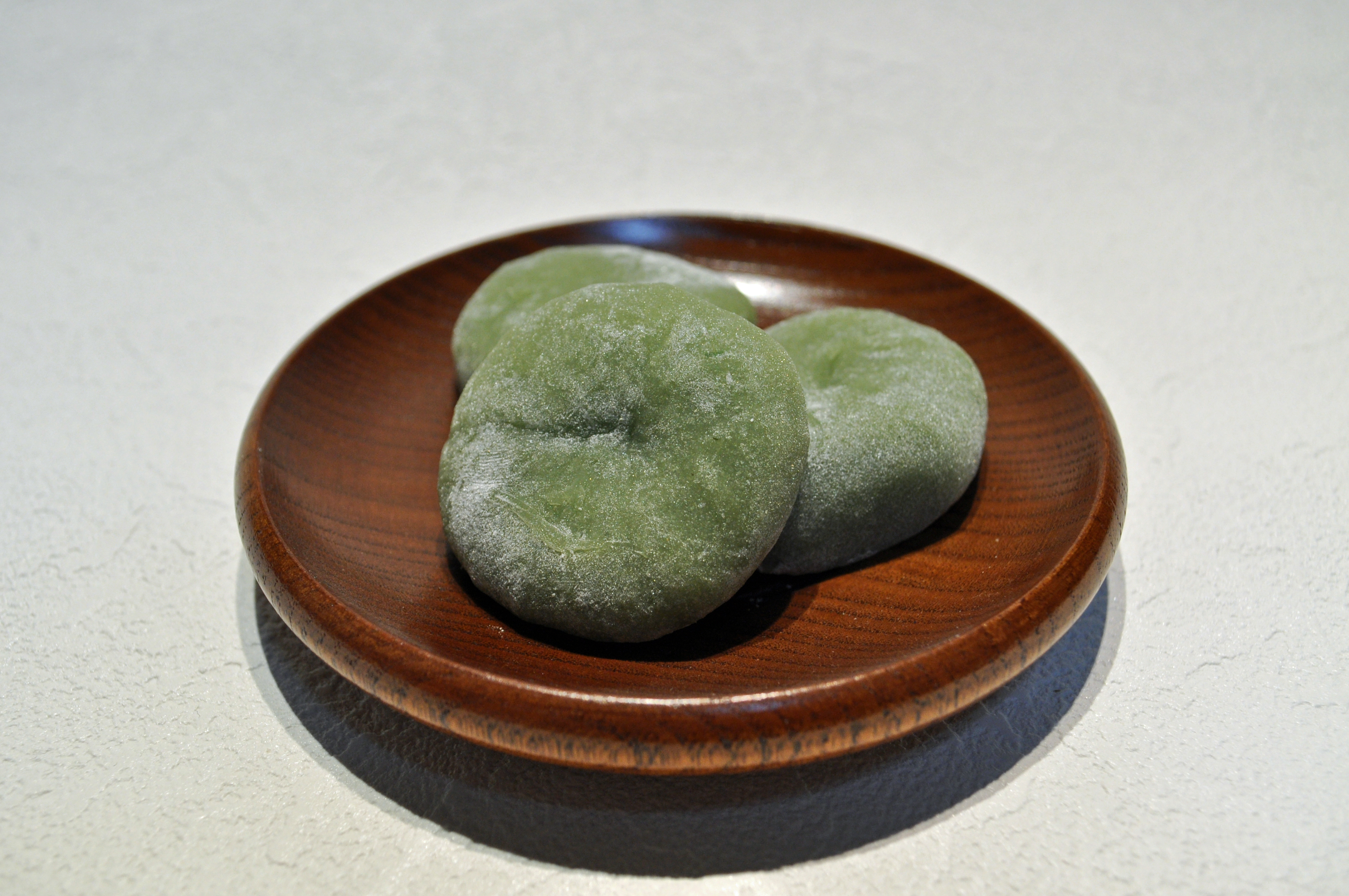
蓬大福

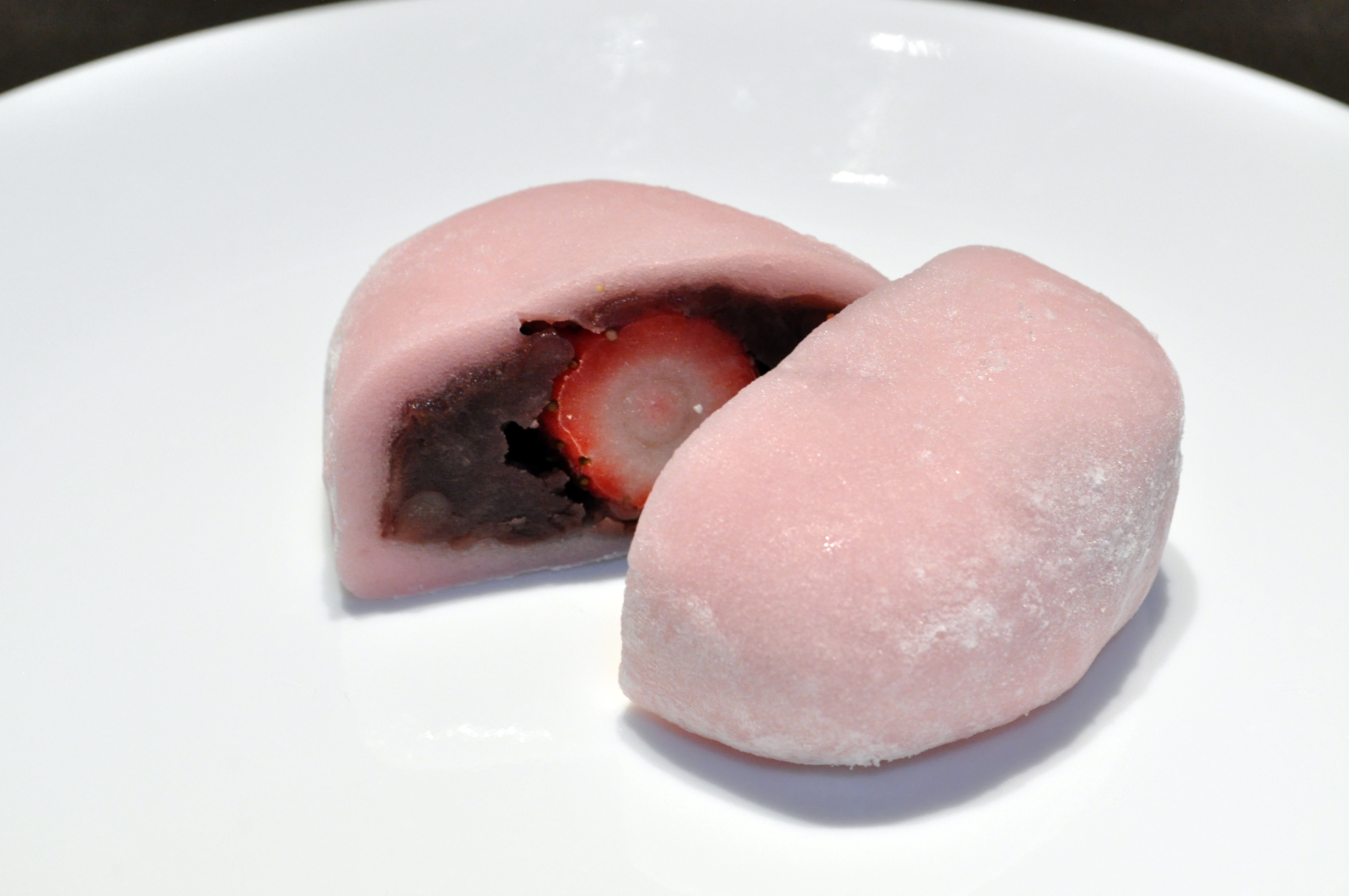
草莓大福

- 草莓大福 - 紅豆餡中放入草莓的大福。這是最受歡迎的。
- 梅大福抹茶紅豆餅福
- 咖啡大福、咖啡歐蕾大福
- 蒙布朗大福
- 布丁大福、卡士達大福（法式蛋奶餡（pastry cream））
- 提拉米蘇大福、慕斯大福等口味則是新潮的吃法。
- 栗子大福[2]

## 與大福有關的樂曲
- しあわせだいふく（日语：しあわせだいふく）（歌：三叉路）。
- 大好き！大福（歌：初音未來，GUMI,IA |你要 作曲：Demy）[3]